# Estación de Cambronne
La estación de Cambronne es una estación de la línea 6 del metro de París situada en el XV distrito de la ciudad. 

## Historia
La estación fue abierta el 14 de abril de 1906 como parte de la línea 2 sur, una línea que poco después pasaría a ser la línea 5 y finalmente la 6. 
Debe su nombre al general francés Pierre Cambronne.

## Descripción
Se compone de dos andenes laterales de 75 metros de longitud y de dos vías. Es una estación aérea ya que en dirección a Nation la línea 6 deja de ser subterránea desde la estación de Passy y recorre un largo tramo de viaductos que concluye en Pasteur.
Luce unas paredes verticales totalmente revestidas de azulejos blancos biselados. Toda la estación está resguardada por un clásico tejado en pico de dos vertientes cuyo tramo central, el situado sobre las vías, es transparente. Un entramado de vigas y columnas de acero apoyadas en las paredes de la estación sostienen toda la estructura.
La iluminación corre a cargo del anticuado modelo néons en su variante exterior, donde unos sencillos tubo fluorescente se descuelgan de la bóveda para iluminar los andenes.
La señalización, sobre estrechos paneles metálicos de color azul y letras blancas adopta la tipografía Motte. Por último, los asientos de la estación son sencillos bancos de madera.

## Accesos
La estación dispone de un único acceso en el nº 2 del bulevar Garibaldi.